# موش جنگلی تیره‌پا
موش جنگلی تیره‌پا (نام علمی: Neotoma fuscipes) نام یک گونه از سرده موش کپه‌ساز است.